# リストインターナショナルリアルティ
リストインターナショナルリアルティ株式会社（List International Realty Co., Ltd.）は、横浜市中区にある不動産会社。

## 概要
同地にある不動産会社リストの子会社。2009年にハワイの不動産を取り扱うジャパン・サザビーズ・インターナショナル・リアルティとして設立。2013年にサザビーズグループの1社で富裕層向けに不動産仲介業を手掛ける「メアリー ウォーラル アソシエイツ サザビーズ インターナショナル リアルティ」を買収。同年10月に「リストサザビーズインターナショナルリアルティ」に社名変更
。
2014年現在は日本および世界49ヶ国で「サザビーズ・インターナショナル・リアルティ」のブランドで不動産仲介を展開している。

## 支店
- 広尾支店：〒150-0012　東京都渋谷区広尾5-6-6　広尾プラザ2階　TEL：0800-800-2464
- 横浜支店：〒220-0011　横浜市西区高島2-14-10　TEL：0800-800-2451
- 資産コンサルティングセンター：〒220-0011　横浜市西区高島2-14-10（横浜支店2階）TEL：0800-800-2473
- 上大岡支店：〒233-0002　横浜市港南区上大岡西1-18-5 mioka 1階　TEL：0800-800-2453
- 東戸塚支店：〒244-0801　横浜市戸塚区品濃町515-1　TEL：0800-800-2452
- 港北ニュータウン支店：〒224-0003　横浜市都筑区中川中央1-1-3ショッ ピングタウンあいたい5階　TEL：0800-800-2462
- 湘南支店：〒251-0047　藤沢市辻堂1-3-1 湘南中央第2ビル1F　TEL：0800-800-2461